# Erica pyxidiflora
Erica pyxidiflora är en ljungväxtart som beskrevs av Richard Anthony Salisbury. Erica pyxidiflora ingår i släktet klockljungssläktet, och familjen ljungväxter. Inga underarter finns listade i Catalogue of Life.